# Robert Filipczak
Robert Michał Filipczak (ur. 1966) – polski dyplomata, urzędnik państwowy, od 2014 do 2018 ambasador RP w Estonii.

## Życiorys
Ukończył nauki polityczne w Wyższej Szkole Humanistycznej im. Aleksandra Gieysztora w Pułtusku oraz na Uniwersytecie Concordia w Montrealu. W 2012 uzyskał stopień doktora nauk społecznych w dyscyplinie nauki o bezpieczeństwie na Wydziale Bezpieczeństwa Narodowego Akademii Obrony Narodowej. Autor szeregu publikacji dotyczących bezpieczeństwa międzynarodowego oraz problematyki nordyckiej.
W Ministerstwie Spraw Zagranicznych pracuje od 1991. Pracował również w Konsulacie Generalnym RP w Montrealu (1993–1997), Ambasadzie RP w Wiedniu (1999–2001), Ambasadzie RP w Oslo (2001–2003). W latach 2006–2010 był chargé d’affaires a następnie zastępcą kierownika Ambasady RP w Kopenhadze. W latach 2012–2014 był zastępcą dyrektora Biura Infrastruktury. Od 2014 do 2018 był ambasadorem RP w Estonii. Następnie na samodzielnym stanowisku ds. Współpracy Weimarskiej w Ambasadzie w Berlinie. Od 17 kwietnia 2023 do grudnia 2023 zastępca dyrektora Departamentu Polityki Europejskiej MSZ.
Zna biegle język angielski, niemiecki, duński i norweski. Odznaczony estońskim Orderem Krzyża Ziemi Maryjnej I klasy 30 stycznia 2018. W 2023 został odznaczony Złotym Krzyżem Zasługi.